# Frederik August 2. af Oldenborg
Frederik August 2. af Oldenborg (tysk: Friedrich August von Holstein-Gottorp, Großherzog von Oldenburg) (født 16. november 1852 i Oldenburg, Storhertugdømmet Oldenborg, død 24. februar 1931 i Rastede, Landkreis Ammerland) var fra 1900 til 1918 Oldenborgs sidste regerende storhertug.

## Forældre
Frederik August 2. af Oldenborg, var den ældste søn af storhertug Peter 2. af Oldenborg (1827–1900) og prinsesse Elisabeth Pauline Alexandrine af Sachsen-Altenburg (1826–1896). Frederik August havde en yngre bror.

## Familie
Frederik August var først gift med Elisabeth Anna af Preussen (1857–1895) og senere med Elisabeth af Mecklenburg-Schwerin (1869–1955). 
Elisabeth Anna af Preussen var datter af general Frederik Karl af Preussen (1828–1895). Gennem datteren Louise Margarete af Preussen og svigersønnen Arthur af Connaught (1850–1942) blev prins Frederik Karl tipoldefar til dronning Margrethe 2. af Danmark og kong Carl 16. Gustav af Sverige.
Elisabeth af Mecklenburg-Schwerin var datter af storhertug Frederik Frans 2. af Mecklenburg-Schwerin (1823–1883). Frederik Frans var farfar til dronning Alexandrine af Danmark.

### Børn
Frederik August og Elisabeth Anna af Preussen fik to døtre:
- Sophie Charlotte af Oldenburg

∞ Prins Eitel Friedrich af Preussen (søn af kejser Wilhelm 2. af Tyskland)
- Margarete

Frederik August og Elisabeth af Mecklenburg-Schwerin fik fem børn:
- Nikolaus (1897-1970), den sidste arvestorhertug tysk: Erbgroßherzog) af Oldenburg

∞ Prinsesse Helena af Waldeck og Pyrmont (1899-1948)
- Alexandrine (1900-1900)
- Frederik August (1900-1900)
- Ingeborg Alix (1901-1996)

∞ Prins Stephan af Schaumburg-Lippe (1891-1965)
- Altburg (1903-2001)

∞ Arveprins Josias af Waldeck og Pyrmont

## Weblinks
- Oldenburg på An Online Gotha Arkiveret 14. oktober 2017 hos  Wayback Machine
- Genealogie des Hauses Oldenburg Arkiveret 3. juli 2007 hos  Wayback Machine